# Hilseform
 Der er for få eller ingen kildehenvisninger i denne artikel, hvilket er et problem. Du kan hjælpe ved at angive troværdige kilder til de påstande, som fremføres i artiklen.

Hilseformer er formaliserede og ritualiserede måder eller udtryksmidler for indledning og afsluttelse af kontakter. Hilsener kan finde udtryk verbalt eller nonverbalt og kan have skiftende udtryk i forskellige kulturer. De kan også variere med generation, region eller formalitetsgrad. 
Der er mange måder at hilse på. I Danmark findes for eksempel formerne goddag, davs, morn, hej eller hvordan går det. Traditionelt siges goddag og farvel. Siden 1930'erne har formen hej efter engelsk og svensk mønster vundet terræn i Danmark både som velkomst- og afskedshilsen. I Sønderjylland bruges siden begyndelsen af 1900-tallet også den regionale form mojn. Det er også almindeligt at give et fysisk udtryk: en håndbevægelse til hjertet, sammenlagte håndflader i lodret stilling, et gensidigt håndtryk, et kram eller et eller flere kys. Den militæriske honnør findes i mange variationer. Civile mænd lettede, i tidligere tider, på hatten, når de gjorde hilsen. Hvis de gjorde audiens hos adel eller konge, trak mænd hele hatten af, svingede den rundt og med store "benudskrab" bukkede til gulvet – kvinder nøjedes med at neje meget dybt.
Traditionerne varierer meget fra land til land og efter religion og kultur. Det gælder om at vide hvad man gør og ikke mindst: Hvad man ikke gør. I England er det almindeligt til selskab, som en venlig gestus, at kysse værtindens hånd. Det bliver ikke anset for gode manérer andre steder i verden, f.eks i Spanien. Omvendt tog mange danskere det ilde op, da en muslimsk kvinde i offentlig tjeneste i 2005 nægtede at give mænd hånden til hilsen, men i stedet lagde hånden på sit hjerte.

## Gestus
- Akazehe er en hilsen af og mellem kvinder i Burundi, der involverer flere gestusser, herunder kram og håndtryk. Det centrale element er dog en op til flere minutter lang, rytmisk syngetale der udføres af kvinderne i fællesskab.
- Buk benyttes traditionelt oftest af mænd. Overkroppen bøjes forover i hoften, ofte ledsaget af nedslagne øjne og hovedbøjning. Alt efter hvor formelle omstændighederne er kan bukket variere fra få grader (næsten blot et nik med hovedet) til 90o buk i hoften, eller mere.
- Eskimokys, også kendt som Kunik blandt inuitter, Hongi blandt maorier, eller Honi på Hawaii, er berøring af næse (evt. inklusive pande eller overlæbe) mod en andens næse (evt. inklusive pande) eller kind. Variationer af denne praksis kendes fra mange kulturer verden over, og kan variere i betydning fra intim hilsen mellem nære, til formelle eller ritualistiske hilsener uanset forudgående bekendtskab.
- Hattehilsen benyttes oftest af mænd. Hånden eller enkelte fingre føres op til hatten, ikke ulig en honnør (se herunder).
- High five – to mennesker hæver samtidig en åben hånd og skubber eller slår håndfladerne sammen.
- Honnør er en militær hilsen, der oftest involverer at føre højre hånd op til panden eller tindingen for at imitere en ridder, der åbner visiret i hjelmen. Udføres ofte som en del af hilsepligten.
- Håndkys benyttedes traditionelt oftest af mænd til at hilse på kvinder; tidligere også brugt til at hilse på kongelige, uanset køn. Kvindens hånd holdes i et let greb, og knoerne berøres flygtigt med læberne.
- Håndtegn (hilsen)
- Håndtryk – gensidigt greb om hinandens hænder (typisk højre). Ledsages gerne af en eller flere bevægelser op og ned.
- Knytnævehilsen – Let slag mod eller kortvarig berøring af hinandens knyttede næver. Modsat håndtrykket er denne hilsen ikke begrænset til højre hånd.
- Kowtow
- Kram – man stiller sig tæt sammen, bryst mod bryst, muligvis også kind mod kind. Samtidig holdes om den anden person med en eller begge arme. Hjertelige kram mellem tæt forbundne mennesker kan være langvarige, og modparten kan nærmest knuges ind mod én selv; kram mellem mindre nært forbundne kan være kortere, eller endda begrænset til skulderkontakt og et enkelt, let slag i ryggen.
- Kys
- Namasté
- Nazihilsen ("Hitlergruß") – højre arm holdes strakt frem fra kroppen, pegende let opad. Hånden holdes ligeledes strakt i forlængelse af armen. Typisk forbundet med nazisme og Adolf Hitlers regime. Dette er en nazistisk variant af en romersk hilsen.
- Romersk hilsen
- Vinken – den ene eller begge hænder hæves med åben håndflade. Om armen bevæges, og om håndfladen vender fremad eller bagudvendt, er kulturafhængigt.